# Bad Romance
Bad Romance je dance-popová píseň od americké zpěvačky Lady Gaga, která vyšla v roce 2009 na albu The Fame Monster. Podle této písně byla vytvořena další stejná píseň od interpretů The Chipmunks a The Chipettes z filmu Alvin a Chipmunkové 3 z roku 2011.

## Informace o písni
Před oficiálním vydáním singlu unikla jeho demoverze na internet, což Lady Gaga komentovala slovy: "Mé uši krvácí z uniklého singlu. Počkejte si až uslyšíte pravou verzi". Úryvek písně před vydáním zazpívala i v pořadu Saturday Night Live, kde vystupovala se songy Poker Face a LoveGame.  Finální verze singlu měla svou premiéru během módní přehlídky Alexandra McQueena na pařížském týdnu módy.  Lady Gaga prozradila, že song napsala během turné v roce 2008:
| „ | Napsala jsem píseň ve svém tourbusu v Norsku. Byla jsem v Rusku pak v Německu, trávila jsem hodně času ve Východní Evropě. V Německu mají skvělou houseovou a techno hudbu, takže jsem chtěla udělat popovou, experimentální nahrávku. Chtěla jsem se trochu oprostit od osmdesátek, takže refrén je melodií devadesátých let, kterými jsem se nechala inspirovat. Na psaní songu se podílela se mnou i whisky. Je to o tom, když se zamilujete do svého nejlepšího přítele". | “ |

## Hudební příčky
| Období (2009)          | Max. příčka |
| ---------------------- | ----------- |
| Austrálie              | 2           |
| Rakousko               | 1           |
| Kanada                 | 1           |
| Francie                | 1           |
| Německo                | 1           |
| Irsko                  | 1           |
| Nový Zéland            | 2           |
| Švýcarsko              | 2           |
| Velká Británie         | 1           |
| U.S. Billboard Hot 100 | 2           |

| "The Official BBC Children in Need Medley" od Peter Kay's Animated All Star Band "The Climb" od Joe McElderry | Anglické #1 hity 13. prosince~20. prosince 2009 3. ledna~10. ledna 2010 | "Killing in the Name" od Rage Against the Machine "Replay" od Iyaz |
| "I Like" od Keri Hilson                                                                                       | Německé #1 hity 15. ledna~21. ledna 2010                                | "I Like" od Keri Hilson                                            |
| "Stereo Love" od Edward Maya                                                                                  | Francouzské #1 hity 24. března~31. března 2010                          | "Dingue, dingue, dingue" od Christophe Maé                         |